# Ван Даньфэн
Ван Даньфэн (кит. 王丹凤; 23 августа 1924 — 2 мая 2018) — китайская актриса, одна из наиболее известных звёзд китайского кино 1940—1960 гг. За свою сорокалетнюю карьеру снялась более чем в 60 фильмах.
Талант молодой актрисы был обнаружен режиссёром Чжу Шилином, который и пригласил её в картину «Новая песня рыбака» (1942), которая имела сенсационный кассовый успех. Благодаря своей обаятельной игре Ван в скором времени утвердила себя как восходящая звезда. В военные 1940-е она появилась не менее чем в двух десятках фильмов, среди которых были и откровенно прояпонские пропагандистские фильмы («Всеобщая любовь» (1942), «Опиумная война» (1943)).
После окончания войны Ван, как и многие шанхайские актёры, поселилась в Гонконге, где и пребывала с 1948 по 1951 год. Но в конце концов она решила вернуться в Китай, став таким образом единственной актрисой которая вернулась из эмиграции. Несмотря на своё «запятнанное прошлое» (ни о сотрудничестве с японцами, ни об её эмиграции в Гонконг вспоминать стало не принято), Ван Даньфэн стала одной из наиболее популярных актрис коммунистического Китая и до «культурной революции» успела сняться в десяти фильмах разного качества. Хотя ей удалось появиться в трех фильмах в период после культурной революции, однако в целом её попытки вернуться на экран не увенчались успехом.
Ван воплотила на экране широкий диапазон образов. Роли невинной молодой горничной в «Семье» (1956), патриотической куртизанки в «Персиковом веере» (1963) и преданной жены в «Яшмовой бабочке» (1980) принесли ей репутацию «трагической» актрисы. Но Ван Даньфэн с одинаковым успехом снималась и в комедиях, о чём свидетельствует её роли в таких картинах, как «Парикмахерша» (1962) и «Сын, внук и семена» (1978).